# Bokal (priimek)
Bokal je priimek v Sloveniji, ki ga je po podatkih Statističnega urada Republike Slovenije na dan 1. januarja 2010 uporabljalo 316 oseb in je med vsemi priimki po pogostosti uporabe uvrščen na 1.212. mesto.

## Znani nosilci priimka
- Drago Bokal (*1978), matematik
- Eda Vrtačnik Bokal /Eda Bokal Vrtačnik (*1956), ginekologinja, strokovnjakinja za humano reprodukcijo, prof. MF
- Ivan Bokal (1923-1971), policist, drž. uradnik ?
- Ljudmila Bokal (r. Stanonik) (*1952), jezikoslovka
- Nataša Bokal (*1967), alpska smučarka
- Silvo Bokal, amaterski arheolog - raziskovalec Savinje